# محمد بن عبد الملك
محمد بن عبد الملك ابن مروان بن الحكم بن أبي العاص بن أُمية بن عبد شمس بن عبد مناف بن قصي بن كلاب, هو والي مصر أثناء خلافة أخيه هشام بن عبد الملك وقد تركها لأنه رفض أن يظلم أهلها عندما أتاه أمراً ظالماً من أخوه هشام بن عبد الملك.

## سيرته
تولّى إمارة مصر من قبل أخيه هشام بن عبد الملك على صلاتها؛ دخلها يوم الأربعاء لإحدى عشرة ليلة خلت من شوال سنة خمس ومئة للهجرة. فجعل على شرطه حفص بن الوليد بن يوسف الحضرمي. ووقع بمصر وباء شديد، فترفع محمد بن عبد الملك إلى الصعيد هارباً من الوباء أياماً. ثم قدم من الصعيد. وخرج من مصر، لم يلها إلا نحواً من شهر.
قال أبو بشر الدولابي حدثني معاوية بن صالح الأشعري قال: أخبرني منصور بن أبي مزاحم قال: سمعت أبا عبيد الله يقول: ولّى هشام أخاه محمداً مصر، فقال له: أنا لها على أنك إن أمرتني بخلاف الحق تركتها. فقال: ذلك لك. فوليها شهراً، فأتاه كتاب لم يعجبه فرفض العمل، وانصرف إلى الأردن . وكان منزله بها في قرية يقال لها ريسون. فكتب:
أتَترُكُ لي مصراً لرَيسونَ؟ حسرَةً! ... سَتَعَلمُ يَوْماً أيّ بَيْعَيكَ أرْبَحُ
قد أدرك هشام مثل هذا. فأجابه محمد: إني لست أشك في أن أربح البيعتين ما صنعت.
ثم جعلت إليه إمرة المدينة ومكة والطائف وذلك في عام 130 هـ، من 748 م إلى 749 م